# Basílica de los Santos Paulino y Donato
La basílica de los Santos Paolino y Donato (en italiano: Chiesa dei Santi Paolino e Donato), también conocida simplemente como la basílica de San Paulino, es una iglesia en Lucca ubicada en vía San Paolino. Tiene la dignidad de basílica menor desde época inmemorial.

## Historia y descripción
Es la única iglesia completamente renacentista en Lucca, dedicada a san Paulino de Antioquia quien fuera el primer obispo de Lucca, enviado por san Pedro en el 46  d. C. para evangelizar la zona de Lucca, siendo martirizado por el emperador. Posteriormente se convirtió en patrón de la ciudad y de la arquidiocésis de Lucca.
El culto de san Paulino tiene su origen en el descubrimiento en 1261 de sus restos óseos en el cementerio subterráneo, dentro la iglesia paleocristiana de San Giorgio. El edificio de la iglesia fue reconstruido en el siglo XI para ser dedicado a los santos Paulino y Antonio; 
En el siglo XVI, el templo fue renovado nuevamente, basándose en un diseño realizado en 1515 por Baccio da Montelupo, completados por Bastiano Bertolani,para ser luego consagrado a los santos Paulino y Donato. La Iglesia, de planta de cruz latina, tiene una única nave, de orden dórico, con bóveda de cañón y capillas o altares menores a los lados; la iglesia tiene en su conjunto once altares.  Los brazos del transepto apenas sobresalen con respecto a las dimensiones de la sala. 
La ágil y armoniosa fachada de tres órdenes destaca por su acentuada verticalidad. El portal de entrada de la fachada de mármol está flanqueado por dos nichos que alojan estatuas (1710) de los santos Donato y Paulino. El interior, ricamente pintado al fresco, tiene un coro de mármol de Vincenzo y Nicolao Civitali. A salvo de las supresiones napoleónicas, conserva en gran parte su mobiliario original de pinturas y esculturas. Entre ellas se encuentran: La Virgen con varios santos, obra de Vanni; El milagro de San Teodoro, de Pietro Testa; el antiguo altar que representa, arriba, La coronación de la Virgen con varios santos, abajo, en el frente arrodillado, un papa y un guerrero con la torre de Lucca en el medio, probablemente atribuida a Giotto; altar «del que habla Vasari en sus Vidas, aunque la descripción no corresponde».

## Galería de imágenes

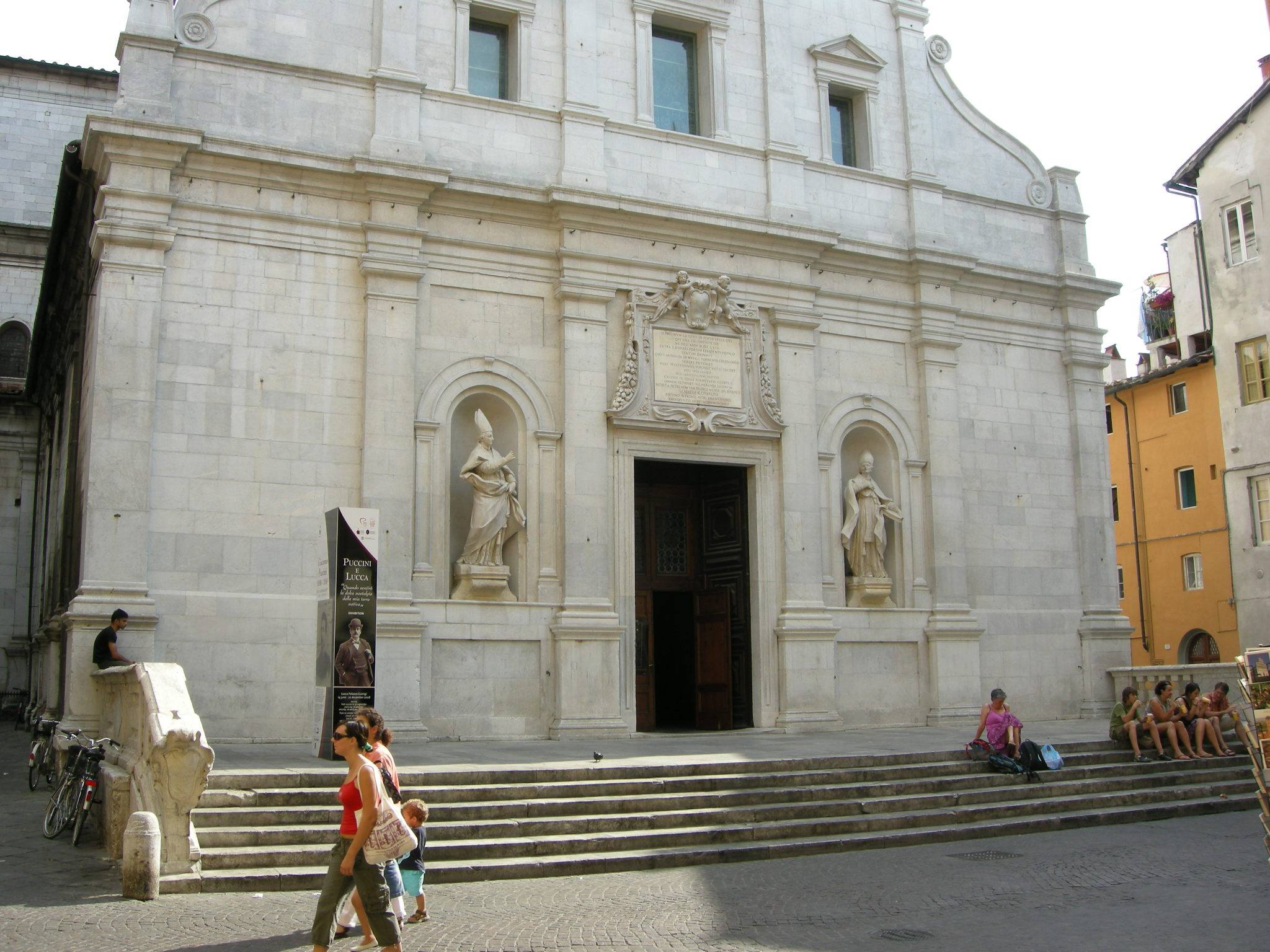
Atrio
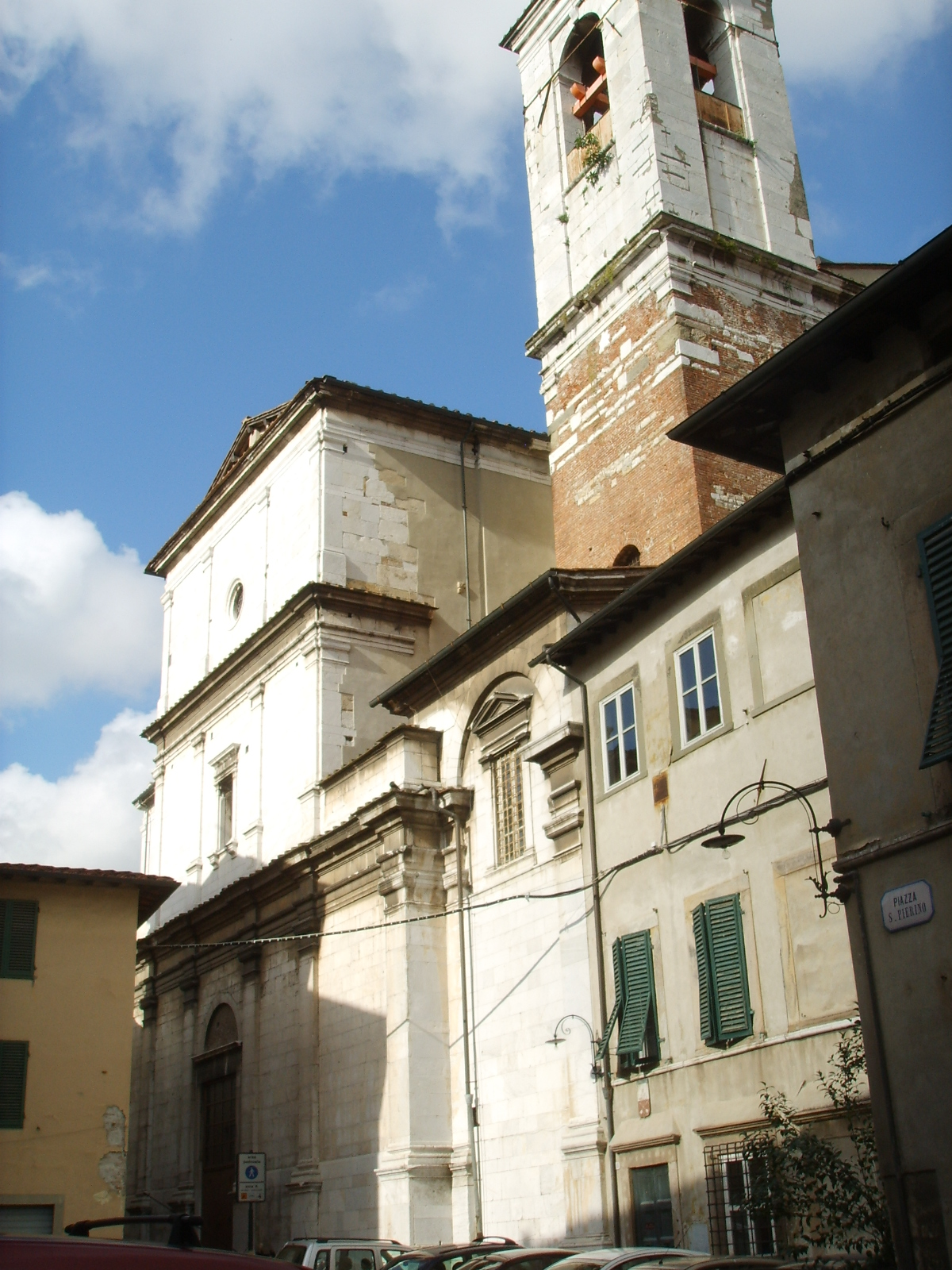
parte trasera
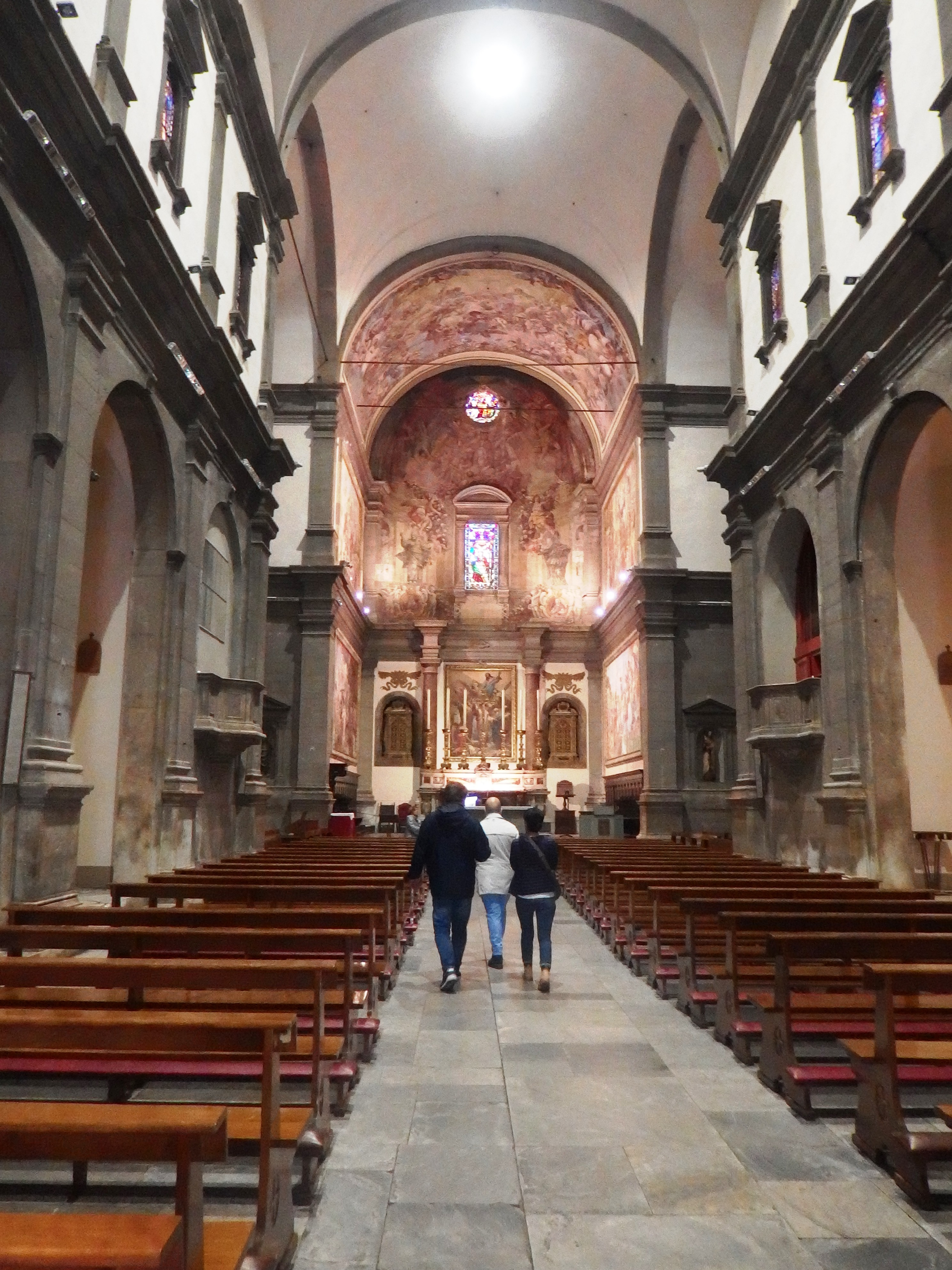
Nave central
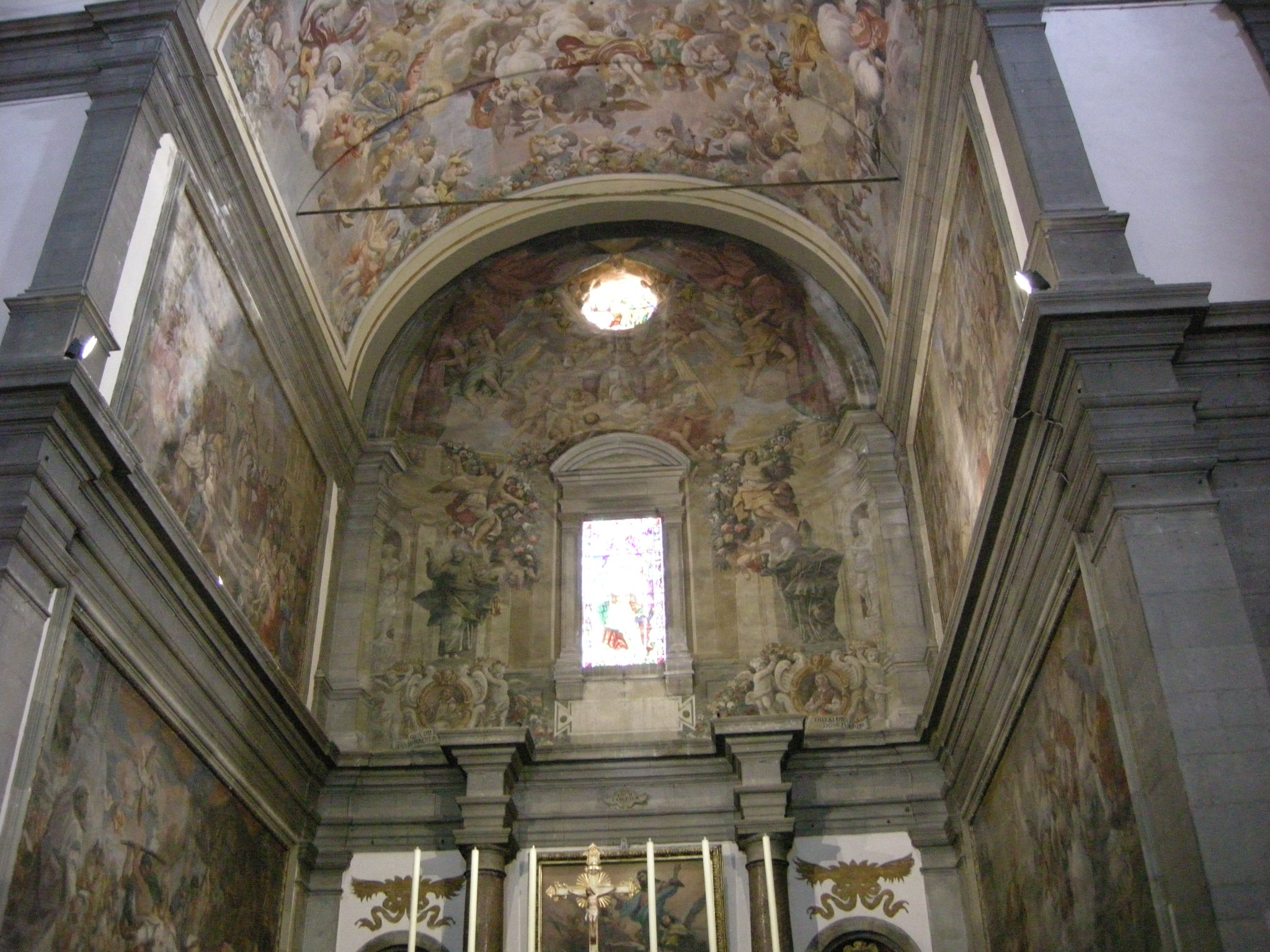
Frescos en el área del presbiterio
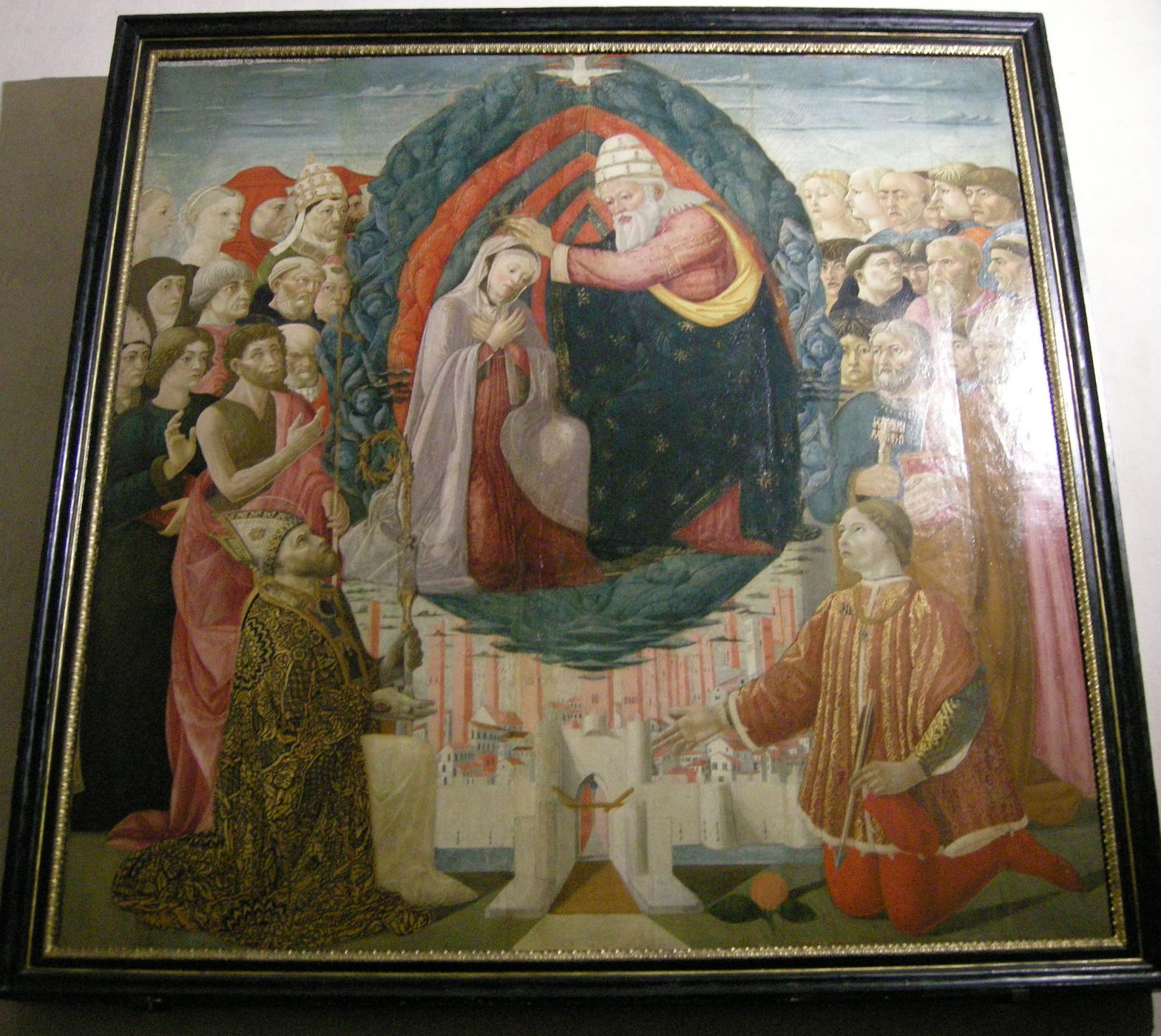
Pintura de la Coronación de la Virgen y Santos

## Nota
1. ↑  (en inglés) Catholic.org Basilicas in Italy
2. 1 2 3  (Bellato F., p. 9).
3. ↑  (Mazzarosa A., p. 88).
4. 1 2  (Lazzareschi E. e Pardi F., p. 129).
5. ↑  (Mazzarosa A., p. 89).
6. ↑  (AbeBooks.it,).

## Otros proyectos
- Wikimedia Commons contiene immagini o altri file su chiesa dei Santi Paolino e Donato